# Свято-Лаврентіївський жіночий монастир (Вересоч)
Свято-Лаврентіївський жіночий монастир — український православний жіночий монастир у с. Вересоч Куликівського району Чернігівської області

## Історія
Появу монастиря було передбачено ще у 1960-х роках. Про це говорили схиархимандрит Никифор Ахромеєв та архімандрит Феодосій Міщенко. Ченець Іринарх із недалекої Дроздівки якось казав: «Дроздівка заросте полином та бур'яном, через Жуківку пробіжать миші, а у Вересочі буде монастир».
У Вересочі у 1990-х роках було закинуто і доведено до стану руїн корпуси колишньої сільської лікарні.
Колишній медсестрі лікарні тричі почувся голос Богородиці зі словами «Тут буде монастир». Відомості про це стали відомі священику з Чернігова, уродженцю Вересочі Іоанну Фесику.
За сприяння тодішнього митрополита Чернігівського УПЦ Антонія Вакарика взято у найм на 20 років (згодом було ухвалене рішення про довічне користування) руїн лікарні для будівництва скиту.
Засновниками скиту стали настоятель Троїцького собору Чернігова протоієрей Іоанн Фесик та черниця Нонна (Малайа).
Разом із ними 14 травня 2001 року у скит перейшли черниця та послушниця. Згодом прийшло ще 4 послушниці.
2001 року скит було освячено, перші послушниці пострижені у чернецтво.
Впродовж 2001–2002 років силами солдатів, студентів, ченців та жителів Вересочі було очищено від сміття та відремонтовано колишні лікарняні корпуси. У першу чергу було обладнано кімнати для келій, згодом підведено газ, пробурено свердловину.
У 2002 році була побудована літня трапезна, продовжувався ремонт основного приміщення, в якому розмістився храм і келії.
27 грудня 2002 року Священний Синод УПЦ МП призначив чорницю Нонну Малуйу настоятелькою монастиря Преподобного Лаврентія Чернігівського. 31 січня 2003 року монастир офіційно зареєстровано. 19 квітня 2003 року настоятелька возведена у сан ігумені.
2006 року у монастирі жило вже 11 черниць та 9 послушниць. 2013 року у монастирі живуть 23 черниці та послушниці.
Монастир має 12 га землі та власне господарство— худобу, птицю, пасіку та теплиці.
Богослужіння проходять у храмі Преподобного Лаврентія Чернігівського.
У грудні 2012 року було завершене будівництво нового храму ікони Божої Матері «Призри на смирення». 11 січня 2013 року храм було освячено.

## Святині монастиря
Часточка правиці Преподобного Лаврентія Чернігівського. Часточки мощей дивіївських сестер і чудотворна ікона Божої Матері «Призри на смирение», яка належала Преподобному Лаврентію Чернігівського.
У монастирі є мироточива ікона «Благодатне небо».

## Ігумені
- Нонна (Мала) з 19 квітня 2003